# Торопецкая улица (Санкт-Петербург)
Торо́пецкая улица — улица в жилом районе Славянка посёлка Шушары Пушкинского района Санкт-Петербурга.

## История
Торопецкая улица проходит вдоль товарной железнодорожной ветки Царское Село — Московское шоссе от дома 16 по Промышленной улицы до дома по адресу: Московская Славянка, 3. В Торопецкую улицу упираются Изборская и Северская улицы.
Название улице было дано 3 июля 2012 года по древнему русскому городу Торопец (ныне в Тверской области) по общей идее, объединяющей все улицы Славянки.